# Benzè
El benzè o benzé en química, és un hidrocarbur cíclic aromàtic, (de fórmula C₆H₆). A la temperatura i pressió ordinària, és un líquid incolor, poc soluble en aigua i amb un punt d'ebullició de 80,1 °C.
La molècula del benzè està constituïda per sis àtoms de carboni, formant un anell hexagonal. La representació del benzè mostrant els tipus d'enllaços entre els àtoms constituents resulta molt intricada, ja que els electrons que formen els enllaços es troben deslocalitzats, i per això normalment se substitueix per l'esquema de les dues formes equivalents mesòmeres de Kekulé, el descobridor de la seva forma.
El benzè, una de les primeres matèries fonamentals de la indústria química orgànica, és obtingut per destil·lació fraccionada dels olis lleugers procedents de la destil·lació del quitrà d'hulla i a partir de productes del petroli.
S'utilitza per a substàncies intermediàries en la fabricació de medicaments, colorants i altres composts orgànics, cuir artificial, linòleum, vernís, i laca i com a solvent d'ús molt generalitzat.

## Descobriment
La paraula "benzè" deriva històricament del benjuí, una resina aromàtica originària del sud-est d'Àsia i coneguda pels farmacèutics europeus i perfumistes des del segle xv. "Benjuí" en si és una corrupció de l'expressió àrab "Luban Jawi", o "encens de Java". Per sublimació del benjuí es va obtenir una substància àcida, l'àcid benzoic. Els hidrocarburs derivats de l'àcid benzoic per tant va adquirir el nom de benzina, benzol o benzè.
Michael Faraday fou el primer a aïllar i identificat el benzè el 1825 en els residus oliosos derivats de la producció del gas ciutat anomenant-lo bicarburet of hydrogen. El 1833, Eilhard Mitscherlich es produeix a través de la destil·lació de l'àcid benzoic (de benjuí) i calç. Mitscherlich va donar el compost el nom de la benzina El 1836, el químic francès Auguste Laurent nom de la substància "feno". Aquesta paraula és l'arrel de la paraula fenol, que és un anell de benzè a on un dels hidrogens de l'anell ha estat substituït per un hidroxil, i fenil, que és el radical format per l'abstracció d'un àtom d'hidrogen (H * de radicals lliures) de benzè.
El 1845, Charles Mansfield, treballant sota la direcció d'August Wilhelm von Hofmann, va aïllar el benzè del quitrà d'hulla. Quatre anys més tard, Mansfield va començar la primera producció a escala industrial de benzè, basat en el mètode del quitrà d'hulla. A poc a poc entre els químics es va desenvolupar la sensació que una sèrie de productes relacionats amb el benzè representaven una família de substàncies químiques. El 1855 August Wilhelm Hofmann va utilitzar la paraula "aromaticitat" per designar aquesta relació famíliar, degut a la propietat característica de molts dels seus membres de tindre una forta olor.

## Producció
Es poden produir traces de benzè en la combustió incompleta de materials rics en carboni. També es produeix en els volcans, els incendis forestals i és un component del fum de la cigarreta. El benzè és un dels principals productes de combustió en la crema del PVC (clorur de polivinil).
Fins a la Segona Guerra Mundial, la majoria de benzè va ser produït a partir d'un subproducte de la producció de carbó de coc, el quitrà d'hulla, per a la indústria de l'acer. No obstant això, en la dècada de 1950, l'augment de la demanda per al benzè, especialment de la indústria del plàstic cada vegada més gran, va fer necessària la producció de benzè a partir del petroli. Avui en dia, la major part del benzè prové de la indústria petroquímica, amb només una petita fracció que es produeixen a partir del carbó.
Quatre processos químics contribueixen a la producció industrial del benzè : reformat catalític, hidrodealquilació de toluè, desproporció del toluè, i craqueig al vapor. D'acord amb el perfil toxicològic del benzè publicat per l'ATSDR, entre 1978 i 1981, el reformat catalític representa aproximadament el 44-50% de la producció total de benzè dels EUA.

### Reformat catalític
En el reformat catalític, una barreja d'hidrocarburs amb punts d'ebullició entre 60 a 200 °C es barreja amb el gas d'hidrogen i després s'exposen a un clorur de platí catalitzador bifuncional o clorur de reni a 500-525 °C i pressions que van des de 8 fins a 50 atm. En aquestes condicions, els hidrocarburs alifàtics formen anells i perden hidrogen transformant-se en hidrocarburs aromàtics. Els productes aromàtics de la reacció se separen de la mescla de reacció (o reformat) mitjançant l'extracció amb una sèrie de solvents, com el dietilenglicol o el sulfolà, i el benzè se separa dels altres compostos aromàtics de la destil·lació. L'etapa d'extracció dels compostos aromàtics del reformat està dissenyat per produir compostos aromàtics amb més components no aromàtics. L'anomenat procés BTX (benzè, toluè, xilè) consisteix en etapes d'extracció i de destil·lació. Un d'aquests processos utilitzat per la companyia UOP ha estat llicenciat per a altres productors amb el nom de procés d'UDEX.
Un mètode similar a aquest reformat catalític, però emprant com a matèries primeres GLP (principalment propà i butà) per a obtenir productes aromàtics és comercialitzat per UOP i BP.

### Hidrodealquilació de toluè
La hidrodealquilació de toluè converteix toluè a benzè. En aquest procés intensiu d'hidrogen, el toluè es barreja amb hidrogen, i després passar per sobre un catalitzador de crom, molibdè, o òxid de platí a 500-600 °C i 40-60 atm de pressió. De vegades, s'utilitzen temperatures més altes en lloc d'un catalitzador (en condicions de reacció similars). En aquestes condicions, el toluè pateix una desalquilació a benzè i metà:
C₆H₅CH₃ + H₂ → C₆H₆ + CH₄
Aquesta reacció irreversible s'acompanya d'una reacció secundària d'equilibri que produeix bifenil (àlies difenil) a altes temperatures:
2 C₆H₆  H₂ + C₆H₅–C₆H₅
Si el flux de matèria primera conté una gran part de components no aromàtics (parafines o naftens), és probable que es descomponguin en hidrocarburs menors com el metà, la qual cosa augmenta el consum d'hidrogen.
Un rendiment de la reacció típica supera el 95%. De vegades, els xilens i aromàtics pesants s'utilitzen en lloc de toluè, amb una eficàcia similar.
Això és sovint anomenat "el propòsit" metodologia per produir benzè, comparada amb la TB convencionals (benzè-toluè-xileno) processos.

### Craqueig al vapor
El craqueig amb vapor és un procés emprat principalment per a la producció d'etilè i altres alquens a partir d'hidrocarburs alifàtics. Depenent de la matèria primera utilitzada per produir les olefines, el craqueig amb vapor pot produir com a subproducte un líquid ric en benzè anomenat gasolina de piròlisi o pygas. La gasolina de piròlisi pot ser barrejada amb altres hidrocarburs com un additiu de la gasolina, o destil·lada (en el procés BTX) per separar-la en els seus components, entre ells el benzè.

## Reactivitat molecular
La reacció típica del benzè és la de substitució aromàtica que segueix dos camins alternatius:
- Electrofílica (per atac d'un electròfil)
- De radicals lliures (per atac d'un radical lliure o àtom lliure)

Les reaccions de substitució aromàtica més corrents són les originades per reactius electrofílics. La capacitat del benzè per actuar com a donador d'electrons és deguda a la polarització del nucli bencènic. Les reaccions típiques del benzè són les de substitució. Els agents de substitució utilitzats amb més freqüència són:
- Clor.
- Brom.
- Àcid nítric.
- Àcid sulfúric concentrat i calent.

### Halogenació
El clor i el brom donen derivats per substitució d'un o més hidrògens del benzè, que reben el nom d'halurs d'aril.
{\displaystyle {\ce {C6H6 + Cl2 ->}}\underbrace {{\ce {C6H5Cl}}} _{\mathrm {clorobenceno} }+{\ce {HCl}}}
{\displaystyle {\ce {C6H6 + Br2 ->}}\underbrace {{\ce {C6H5Br}}} _{\mathrm {bromobenceno} }+{\ce {HBr}}}
L'halogenació està afavorida per les baixes temperatures i algun catalitzador, com el ferro, el triclorur d'alumini o un altre àcid de Lewis, que polaritza a l'halogen perquè es produeixi la reacció. En el cas del bromobenzè s'utilitza FeBr3 com a catalitzador.

## Ressonància del benzè
La representació dels tres dobles enllaços es deu a Friedrich Kekulé, qui a més va ser el descobridor de l'estructura anular d'aquest compost i el primer que el va representar d'aquesta manera.
De totes maneres, va ser el Premi Nobel de Química, Linus Pauling qui va aconseguir trobar el veritable origen d'aquest comportament, la ressonància o mesomeria, en la qual les dues estructures de Kekulé se superposen.
Normalment, es representa com un hexàgon regular amb un cercle inscrit per fer notar que els tres dobles enllaços del benzè estan deslocalitzats, dissociats i estabilitzats per ressonància. És a dir, no "funcionen" com un doble enllaç normal sinó que en estar alternats, és a dir, un sí i un no, proporcionen a la molècula les seves característiques tan especials. Cada carboni presenta al benzè hibridació sp2. Aquests híbrids es faran servir tant per formar els enllaços entre carbonis com els enllaços entre els carbonis i els hidrògens. Cada carboni presenta a més un orbital Pz addicional perpendicular al pla molecular i amb un electró allotjat al seu interior, que s'usarà per formar enllaços π.

## Alquilbenzens
Els hidrocarburs com el toluè, etilbenzè, fenol, etc. tenen caràcter alifàtic i aromàtic. El benzè és no polar, igual que el metà, i és zero el moment dipolar de cadascun d'aquests compostos. Tot i això, el toluè té un petit moment dipolar (aproximadament 0,4 D) amb la càrrega negativa sobre el nucli i la positiva sobre el grup metil. Els alquilbenzens experimenten la cloració i bromació, ja sigui al nucli oa la cadena lateral, segons siguin les condicions de la reacció. Per denominar les posicions relatives del benzè, vegeu Patrons de substitució en hidrocarburs aromàtics.

## Toxicitat
Respirar nivells de benzè molt alts pot causar la mort, mentre que nivells baixos poden causar somnolència, mareig i acceleració del batec del cor o taquicàrdia. Menjar o prendre alts nivells de benzè pot causar vòmits, irritació de l'estómac, mareig, somnolència o convulsions i, en darrer extrem, la mort.
L'exposició de llarga durada al benzè es manifesta a la sang. El benzè produeix efectes nocius en la medul·la òssia i pot causar una disminució en el nombre d'hematies, la qual cosa condueix a patir anèmia. El benzè també pot produir hemorràgia i danys en el sistema immunitari, augmentant així les possibilitats de contraure infeccions per immunodepressió.
Els efectes nocius del benzè augmenten amb el consum de begudes alcohòliques.
Alguns estudis sobre una mostra de dones que van respirar alts nivells de benzè durant diversos mesos han revelat que van presentar menstruacions irregulars, així com disminució en la mida dels seus ovaris. No se sap si l'exposició al benzè afecta el fetus durant l'embaràs. Diversos estudis en animals han descrit sota pes de naixement i problemes en la formació d'ossos.
El Departament de Salut i Serveis Socials dels Estats Units (DHHS) ha determinat que el benzè és un reconegut carcinogen en éssers humans i altres mamífers lactants. L'exposició de llarga durada a alts nivells de benzè a l'aire pot produir leucèmia, així com el càncer de còlon.
A l'organisme, el benzè és transformat en productes anomenats metabolits. Certs metabòlits poden mesurar-se a l'orina o a la femta. Tot i això, aquest examen s'ha de fer amb celeritat després de l'exposició i el resultat de l'anàlisi no indica a quina concentració de benzè es va exposar, ja que els metabòlits a l'orina es poden originar a partir d'altres fonts.

## Usos actuals
Avui en dia, el benzè s'utilitza principalment com intermediari per a fabricar altres substàncies químiques. Els seus derivats amb major producció inclouen l'estirè, que s'utilitza per fabricar polímers i plàstics, fenol per resines i adhesius (a través de cumè), i el ciclohexà, que s'utilitza en la fabricació del niló. Petites quantitats de benzè s'utilitzen per fabricar alguns tipus de cautxús, lubricants, tintures, detergents, medicaments, explosius, napalm i pesticides.
Als EUA i Europa, el 50% de benzè s'usa en la producció d'etilbenzè / estirè, un 20% s'utilitza en la producció de cumè, i aproximadament el 15% de benzè s'usa en la producció de ciclohexà (eventualment de niló).
En la investigació de laboratori, el toluè ha substituït la benzè, ja que les propietats dissolvents dels dos són similars, però el toluè és menys tòxic i es manté líquid en un interval més ample.
El benzè s'ha utilitzat com una eina de recerca bàsica en una varietat d'experiments incloent l'anàlisi de gas bidimensional.

## Remarques
El benzé té una densitat de 0.88g/cm³, una temperatura de fusió de 5.5 °C i una temperatura d'ebullició de 80.1 °C.